# Micheal Ferland
Micheal Ferland (né le 20 avril 1992 à Swan River dans la province du Manitoba, au Canada) est un joueur professionnel canadien de hockey sur glace qui évolue au poste d'ailier gauche.

## Biographie
Micheal Ferland naît le 20 avril 1992, à Swan River,, dans le Manitoba. Il commence le hockey dans les équipes de jeunes de Brandon, avec les Wheat Kings. Il est repêché à la 133e position du repêchage d'entrée dans la LNH 2010 par les Flames de Calgary. En décembre 2011, il signe un contrat de trois ans et de 825 000 dollars par an avec les Flames. Lors de la saison 2012-2013, il joue quelques matchs dans l'ECHL et la Ligue américaine de hockey avant de commencer vraiment sa carrière professionnelle en 2013 avec le Heat d'Abbotsford, club école des Flames. La saison suivante, il fait ses débuts dans la Ligue nationale de hockey et participe à 26 matchs de saison régulière puis aux séries éliminatoires.
Le 23 juin 2018, il est échangé aux Hurricanes de la Caroline en compagnie de Dougie Hamilton et l'espoir Adam Fox contre Elias Lindholm et Noah Hanifin.

## Statistiques
| Saison     | Équipe                            | Ligue      |     | Saison régulière | Saison régulière | Saison régulière | Saison régulière | Saison régulière |   | Séries éliminatoires | Séries éliminatoires | Séries éliminatoires | Séries éliminatoires | Séries éliminatoires |
| Saison     | Équipe                            | Ligue      | PJ  | B                | A                | Pts              | Pun              | PJ               | B | A                    | Pts                  | Pun                  |                      |                      |
| 2008-2009  | Wheat Kings de Brandon midget AAA | MMHL       | 44  | 45               | 40               | 85               | 52               | -                | - | -                    | -                    | -                    |                      |                      |
| 2008-2009  | Blades de Beauséjour              | MJHL       | 1   | 0                | 0                | 0                | 0                | -                | - | -                    | -                    | -                    |                      |                      |
| 2009-2010  | Wheat Kings de Brandon            | LHOu       | 61  | 9                | 19               | 28               | 85               | 15               | 3 | 1                    | 4                    | 8                    |                      |                      |
| 2010-2011  | Wheat Kings de Brandon            | LHOu       | 56  | 23               | 33               | 56               | 110              | 6                | 4 | 2                    | 6                    | 4                    |                      |                      |
| 2011-2012  | Wheat Kings de Brandon            | LHOu       | 68  | 47               | 49               | 96               | 84               | 8                | 3 | 3                    | 6                    | 6                    |                      |                      |
| 2012-2013  | Heat d'Abbotsford                 | LAH        | 7   | 0                | 0                | 0                | 10               | -                | - | -                    | -                    | -                    |                      |                      |
| 2012-2013  | Grizzlies de l'Utah               | ECHL       | 3   | 0                | 0                | 0                | 15               | -                | - | -                    | -                    | -                    |                      |                      |
| 2012-2013  | Wheat Kings de Brandon            | LHOu       | 4   | 1                | 1                | 2                | 4                | -                | - | -                    | -                    | -                    |                      |                      |
| 2012-2013  | Blades de Saskatoon               | LHOu       | 26  | 8                | 21               | 29               | 18               | 4                | 0 | 0                    | 0                    | 2                    |                      |                      |
| 2013-2014  | Heat d'Abbotsford                 | LAH        | 25  | 6                | 12               | 18               | 31               | -                | - | -                    | -                    | -                    |                      |                      |
| 2014-2015  | Flames de l'Adirondack            | LAH        | 32  | 7                | 8                | 15               | 30               | -                | - | -                    | -                    | -                    |                      |                      |
| 2014-2015  | Flames de Calgary                 | LNH        | 26  | 2                | 3                | 5                | 16               | 9                | 3 | 2                    | 5                    | 23                   |                      |                      |
| 2015-2016  | Flames de Calgary                 | LNH        | 71  | 4                | 14               | 18               | 45               | -                | - | -                    | -                    | -                    |                      |                      |
| 2016-2017  | Flames de Calgary                 | LNH        | 76  | 15               | 10               | 25               | 50               | 4                | 0 | 0                    | 0                    | 7                    |                      |                      |
| 2017-2018  | Flames de Calgary                 | LNH        | 77  | 21               | 20               | 41               | 24               | -                | - | -                    | -                    | -                    |                      |                      |
| 2018-2019  | Hurricanes de la Caroline         | LNH        | 71  | 17               | 23               | 40               | 58               | 7                | 0 | 1                    | 1                    | 18                   |                      |                      |
| 2019-2020  | Canucks de Vancouver              | LNH        | 14  | 1                | 4                | 5                | 7                | 2                | 0 | 0                    | 0                    | 7                    |                      |                      |
| 2019-2020  | Comets d'Utica                    | LAH        | 1   | 0                | 0                | 0                | 0                | -                | - | -                    | -                    | -                    |                      |                      |
| Totaux LNH | Totaux LNH                        | Totaux LNH | 335 | 60               | 74               | 134              | 200              | 22               | 3 | 3                    | 6                    | 56                   |                      |                      |